# فوهلندورف
فوهلندورف (به آلمانی: Fuhlendorf) یک شهر در آلمان است که در فرپومرن-روگن واقع شده‌است. فوهلندورف  ۹۷۰ نفر جمعیت دارد.